# Mas de Mollet (Benifallet)
El mas de Mollet és una masia de Benifallet (Baix Ebre) inclosa a l'Inventari del Patrimoni Arquitectònic de Catalunya.

## Descripció
La masia és emplaçada a la riba dreta de l'Ebre, a la zona coneguda com "els Mollets", un cop travessat el riu Canaletes. L'edifici i les seves dependències estan distribuïdes a banda i banda del camí de carro que condueix a aquesta i altres finques disperses per aquesta zona. A mà esquerra del camí s'hi troben les dependències principals del mas, si bé la façana no dona sobre aquest, sinó que està orientada cap al riu: l'habitatge pròpiament dit, magatzems, part dels estables, un porxo amb l'emparrat, una bassa d'aigua per a regar i un safareig adossat a aquesta, canals de rec, etc., a mà dreta del camí tenim més establies i restes d'una sénia. El mas està deshabitat i en estat més o menys ruïnós segons les dependències: aquelles parts de l'edifici més malmeses són aquelles orientades més a l'est; gairebé totes les cobertes estan enfonsades i només resten aixecades les parets. Per contra, els camps de tarongers demostren que els propietaris s'ocupen de les terres.
Els materials emprats en la construcció del mas són la pedra (carreus regulars i irregulars), totxos, morter i fusta.